# امامزاده حسین (تفرش)
امامزاده شاهزاده حسین (به گویش محلی شازده حسین) مربوط به سدهٔ ۹ و۱۰ ه.ق است و در شهرستان تفرش، بخش فراهان،روستای نظام آباد واقع شده و این اثر در تاریخ ۲۰ مهر ۱۳۷۶ با شمارهٔ ثبت ۱۹۱۹ به‌عنوان یکی از آثار ملی ایران به ثبت رسیده است.